# منتخب زامبيا لكرة القدم
منتخب زامبيا لكرة القدم (بالإنجليزية: Zambia national football team)‏ يمثل دولة زامبيا في بطولات كرة القدم القارية والدولية ويديره اتحاد زامبيا لكرة القدم. وهو بطل كأس الأمم الأفريقية عام 2012 والتي حققها للمرة الأولى.

## المشاركة في البطولات

### كأس الأمم الأفريقية
| السنة | المركز   | السنة | المركز        | السنة | المركز        | السنة | المركز        |
| ----- | -------- | ----- | ------------- | ----- | ------------- | ----- | ------------- |
| 1957  | لم يشارك | 1976  | لم يتأهل      | 1994  | الوصيف        | 2012  | البطل         |
| 1959  | لم يشارك | 1978  | الجولة الأولى | 1996  | المركز الثالث | 2013  | الجولة الأولى |
| 1962  | لم يشارك | 1980  | لم يتأهل      | 1998  | الجولة الأولى | 2015  | الجولة الأولى |
| 1963  | لم يشارك | 1982  | المركز الثالث | 2000  | الجولة الأولى | 2017  | لم يتأهل      |
| 1965  | لم يشارك | 1984  | لم يتأهل      | 2002  | الجولة الأولى |       |               |
| 1968  | لم يشارك | 1986  | الجولة الأولى | 2004  | لم يتأهل      |       |               |
| 1970  | لم يتأهل | 1988  | انسحب         | 2006  | الجولة الأولى |       |               |
| 1972  | لم يتأهل | 1990  | المركز الثالث | 2008  | الجولة الأولى |       |               |
| 1974  | الوصيف   | 1992  | ربع النهائي   | 2010  | ربع النهائي   |       |               |

## وصلات خارجية
- قائمة بيانات المنتخب من الموقع الرسمي للفيفا باللغة العربية
- الموقع الرسمي لاتحاد زامبيا لكرة القدم